# اینکا گرینگز
اینکا گرینگز (آلمانی: Inka Grings؛ زادهٔ ۳۱ اکتبر ۱۹۷۸) بازیکن زن بازنشستهٔ فوتبال اهل آلمان است.
وی ۱۶ سال به عنوان مهاجم فوتبال برای تیم اف سی آر ۲۰۰۱ دویسبورگ بازی کرد و پس از آن برای تیم اف‌سی زوریخ بازی می‌کرد. وی با زدن ۱۹۵ گل دومین گلزن برتر تمامی دوران در لیگ برتر آلمان بوندس‌لیگا است و برای شش فصل عنوان بهترین گلزن لیگ را بدست آورده‌است. وی همراه با تیم ملی آلمان نیز موفق به کسب عنوان برترین گلزن در دو دورهٔ جام یوفا شده‌است. گرینگز عنوان بازیکن زن سال فوتبال آلمان را در سال‌های ۱۹۹۹٬۲۰۰۹ و ۲۰۱۰ بدست آورده‌است. وی هم‌اکنون مربی تیم فوتبال ام‌اس‌وی دویسبورگ است.
گرینگز همچنین برای تیم ملی فوتبال زنان آلمان نیز بازی کرده‌است.

## ابتدای زندگی
در کودکی گرینگز قصد داشت که بازیکن تنیس بشود. اما به دلیل آنکه هیچ باشگاه تنیسی حاضر به پذیرش وی نشد او فوتبال را در باشگاه تی اس وی الر ۰۴ در سال ۱۹۸۴ آغاز کرد. وی بعدها به گرتر اس وی رفت.